# Belfort
Belfort er en fransk by der er hovedstad i departementet Territoire de Belfort, der er et af Frankrigs mindste departementer.
Departementet er historisk set en (fransktalende) del af Alsace, men tilhører administrativt regionen Bourgogne-Franche-Comté.